# Triacanthella michaelseni
Triacanthella michaelseni är en urinsektsart som beskrevs av Jacob Christian Schäffer 1897. Triacanthella michaelseni ingår i släktet Triacanthella och familjen Hypogastruridae. Inga underarter finns listade i Catalogue of Life.